# Rose cherokee
 (septembre 2022).
La mise en forme du texte ne suit pas les recommandations de Wikipédia : il faut le « wikifier ».
Les points d'amélioration suivants sont les cas les plus fréquents :
- Les titres sont pré-formatés par le logiciel. Ils ne sont ni en capitales, ni en gras.
- Le texte ne doit pas être écrit en capitales (les noms de famille non plus), ni en gras, ni en italique, ni en « petit »…
- Le gras n'est utilisé que pour surligner le titre de l'article dans l'introduction, une seule fois.
- L'italique est rarement utilisé : mots en langue étrangère, titres d'œuvres, noms de bateaux, etc.
- Les citations ne sont pas en italique mais en corps de texte normal. Elles sont entourées par des guillemets français : « et ».
- Les listes à puces sont à éviter, des paragraphes rédigés étant largement préférés. Les tableaux sont à réserver à la présentation de données structurées (résultats, etc.).
- Les appels de note de bas de page (petits chiffres en exposant, introduits par l'outil «  Source ») sont à placer entre la fin de phrase et le point final[comme ça].
- Les liens internes (vers d'autres articles de Wikipédia) sont à choisir avec parcimonie. Créez des liens vers des articles approfondissant le sujet. Les termes génériques sans rapport avec le sujet sont à éviter, ainsi que les répétitions de liens vers un même terme.
- Les liens externes sont à placer uniquement dans une section « Liens externes », à la fin de l'article. Ces liens sont à choisir avec parcimonie suivant les règles définies. Si un lien sert de source à l'article, son insertion dans le texte est à faire par les notes de bas de page.
- La présentation des références doit suivre les conventions bibliographiques. Il est recommandé d'utiliser les modèles {{Ouvrage}}, {{Chapitre}}, {{Article}}, {{Lien web}} et/ou {{Bibliographie}}. Le mode d'édition visuel peut mettre en forme automatiquement les références.
- Insérer une infobox (cadre d'informations à droite) n'est pas obligatoire pour parachever la mise en page.

Pour une aide détaillée, merci de consulter Aide:Wikification.
Si vous pensez que ces points ont été résolus, vous pouvez retirer ce bandeau et améliorer la mise en forme d'un autre article.
Rose cherokee est le quatrième épisode de la Saison 2 de la série télévisée The Walking Dead, classifiée dans le genre des séries télévisées d'horreur post-apocalyptique. L'épisode a d'abord été diffusée sur AMC aux États-Unis le 6 novembre 2011, et a été écrit par Evan Reilly et réalisé par Billy Gierhart.

## Intrigue
Carl Grimes se remet de son opération pour enlever des fragments d'une balle, qu'il avait reçue plus tôt en rencontrant un cerf . Il demande à son père Rick si son amie Sophia Peletier va bien. Puisque Sophia est toujours portée disparue, Rick ment à contrecœur à Carl et lui dit qu'elle va bien. Dale Horvath, Daryl Dixon, Andrea et Carol Peletier déplacent les véhicules et installent le camp à la maison Greene et sont présentés à la famille Greene. Là, ils mènent un cortège funèbre pour leur main de ranch, Otis. Shane Walsh est invité à partager les derniers instants d'Otis ; Shane s'en tient à son mensonge selon lequel Otis avait sacrifié sa vie pour sauver Carl, alors qu'en réalité Shane a sacrifié Otis.
Avec Hershel Greene et sa fille Maggie, le groupe organise la recherche de Sophia. Puisque Shane est toujours blessé et que Rick est trop faible à cause de la perte de sang, Daryl s'aventure seul. Daryl trouve finalement une maison abandonnée, mais ne localise pas Sophia. Il trouve une rose cherokee , qui est un signe amérindien dans lequel les dieux protégeaient leurs enfants, et la donne à Carol.
Maggie demande au groupe de l'aider à retirer un marcheur gonflé qui est tombé dans un puits d'eau douce avant qu'il ne contamine l'eau. Après avoir utilisé sans succès de la nourriture comme appât, Glenn est abaissé comme appât vivant mais les autres perdent leur emprise sur la corde, ce qui fait que les jambes de Glenn sont attrapées par le zombie bouffi, le faisant paniquer. Glenn réussit à être retiré, après avoir mis la corde sur le marcheur. Le groupe sort le marcheur, mais à la consternation de tous, son corps est déchiré en deux, sa moitié inférieure retombant dans le puits et le contaminant. Maggie et Glenn décident de s'aventurer à la pharmacie locale pour trouver plus de fournitures. Avant de partir, Lori demande à Glenn de trouver un test de grossesse pour elle. À la pharmacie, Glenn trouve le test de grossesse, puis trouve un sac de préservatifs, qu'il est surpris en train de tenir par Maggie. Incapable de s'expliquer, Maggie pense qu'ils étaient pour elle et le couple a des relations sexuelles.
Rick et Hershel visitent les terres agricoles, où Hershel révèle que le groupe doit partir une fois que Carl se sera complètement rétabli. Rick parvient à convaincre Hershel que le groupe reste entre-temps. Cependant, il y a des règles qu'ils doivent suivre. Rick supplie Hershel de ne pas les forcer à partir et de reconsidérer sa demande.
Plus tard, Rick est dans la chambre où Carl se remet au lit. Une fois que Carl se réveille, Rick admet qu'il lui a menti à propos de Sophia; Carl révèle que sa mère lui a déjà dit la vérité. Pendant ce temps, le test de grossesse révèle que Lori est enceinte.

## Production
"Cherokee Rose" a été écrit par Evan Reilly et réalisé par Billy Gierhart. Le tournage de l'épisode a eu lieu au centre-ville de Sharpsburg, en Géorgie, le 1er août 2011. La préparation du tournage a commencé en juillet 2011, lorsque les producteurs ont converti un bâtiment vide en pharmacie temporaire. Herb Bridges, qui possédait le bâtiment à l'époque, a été contacté pour la première fois par les producteurs de la série en janvier 2011, puis de nouveau quatre mois plus tard en mai. Bridges les a informés que l'espace serait loué par une femme qui y ouvrirait un magasin pour enfants; cependant, elle n'avait pas encore emménagé dans l'espace. Cet épisode contient une scène dans laquelle Daryl cherche Sophia dans une maison abandonnée. Le tournage de la scène s'est déroulé dans une maison néo- gothique abandonnée de la fin du XIXe siècle à Senoia, en Géorgie. Gregory Melton, le concepteur de la production de la série, a été le premier membre d'équipage à localiser la maison. Melton en a pris une photo avec son téléphone portable et a envoyé la photo au créateur Frank Darabont. Darabont a réagi positivement à l'image et l'a écrit plus tard dans le script de l'épisode. 
Cet épisode a marqué la consommation de la relation entre Maggie Greene et Glenn, dans laquelle ils se livrent à des rapports sexuels dans une pharmacie. L'écrivain Robert Kirkman a insisté sur le fait qu'il était important de voir le scénario dans une perspective différente, expliquant: "Je ne pense pas que nous voulions transformer cela en une sorte de sexe torride et pornographique." "Cherokee Rose" a marqué un tournant dans le développement du personnage de Daryl Dixon. Il contient un monologue qui fait référence à la rose cherokee et à son association avec le Trail of Tears. La scène a été conçue et écrite par Evan Rielly. "J'étais en fait sur le plateau pendant le tournage de ça", a déclaré Kirkman. "Presque tous les acteurs de la distribution se sont présentés, car ils ont adoré cette scène et ils voulaient voir la représentation de Melissa et Norman au fur et à mesure qu'elle se déroulait." 
L'épisode contient une scène dans laquelle les survivants sortent un déambulateur gonflé d'un puits afin d'éviter la contamination de l'eau. De telles tentatives s'avèrent infructueuses, car toute la rétention d'eau coupe le promeneur en deux. Greg Nicotero , le directeur des effets spéciaux de The Walking Dead, a collaboré avec KNB Efx Group pour produire la séquence. Nicotero a reçu un appel téléphonique de membres du personnel de l'entreprise deux heures après avoir quitté les bureaux de production. Ils ont conçu et exprimé des plans pour créer un scénario dans lequel un promeneur tombe dans un puits. Nicotero a travaillé avec KNB Efx Group dans plusieurs autres films dans le passé. "L'une des choses que nous avons remarquées - en regardant certaines recherches sur les morgues et les recherches sur les cadavres - c'est que tout devient vraiment enflé", a-t-il expliqué. "Le liquide sature tellement la peau qu'elle gonfle et la peau commence à se fendre. C'était l'une des choses que nous voulions vraiment jouer." Un costume a été sculpté à l'aide d'un corps et d'un moulage de tête. Il était composé de trois couches; une fine substance ressemblant à de la peau recouvre l'extérieur du costume, suivie d'une couche de silicone et d'une couche de mousse au centre du costume. Un masque qui était auparavant utilisé dans le film d'horreur d'action Grindhouse (2007) a été utilisé dans le cadre du costume. Nicotero a inséré des ballons d'eau entre les couches de silicone et de mousse. Il a expliqué que lorsque l'interprète commence à bouger, le liquide se transfère d'un côté du costume à l'autre. Nicotero a ajouté : "Si nous l'avions fabriqué en mousse de latex, il aurait été rigide. Mais nous avons utilisé du silicone fortement plastifié, ce qui signifie que le silicone était vraiment doux." La combinaison pesait environ soixante livres.

Brian Hilliard, membre du groupe KNB Efx, a été choisi par les producteurs comme marcheur. Hilliard a été préféré à la place d'un autre acteur, qui est tombé malade peu de temps après avoir été choisi. Dans son interview avec Entertainment Weekly, Greg Nicotero a expliqué pourquoi il avait choisi Hilliard pour le rôle :
J'avais besoin de quelqu'un qui pouvait performer et qui avait aussi beaucoup d'endurance, car nous tournions à Atlanta fin juillet. Contrairement à la mousse, le silicone n'a pas de structure cellulaire. Il ne respire pas. Alors Brian était essentiellement enfermé dans une combinaison de plongée de soixante livres. Chaque partie de son corps était couverte. Il avait des prothèses faciales, des mains, des jambes complètes, des pieds. Tout était collé. Ce n'était pas comme si nous pouvions le sortir entre les prises. Il était dedans. 
Greg Nicotero a collaboré avec KNB Efx Group pour produire la séquence de puits.
La séquence a été tournée sur une période de deux jours. La photographie principale du premier jour a commencé à l'intérieur d'un puits, qui a été construit par Gregory Melton en environ quatre semaines. Il mesurait plus de quarante pieds de hauteur et la base du puits était située dans une piscine. Nicotero a déclaré que "[ils] pourraient ouvrir la porte, y mettre l'acteur zombie, puis fermer la porte. La caméra abattrait." Au sommet du puits se trouvait une lèvre qui mesurait une hauteur de six pieds. Malgré mettre du slime et du KY Jellysur une planche à l'intérieur du puits, Nicotero et son équipe de production ont trouvé la séquence particulière difficile à tourner. "Sur 'action', nous l'avons sorti, et il a glissé sur la lèvre", a déclaré Nicotero. "C'était difficile de rassembler toutes ces pièces dans un programme télévisé." Au moment où Hilliard a été retiré du puits, les producteurs ont utilisé une deuxième combinaison équipée de jambes prothétiques et d'un corps prothétique. Diverses poches de sang ont été insérées dans le torse de la combinaison ; chacun était rempli de liquides visqueux dans différentes couleurs. Des entrailles ont finalement été ajoutées à l'intérieur du costume, car Nicotero a affirmé que son équipe voulait "une gigantesque explosion de gore".
Pour induire la division du costume, le coordinateur des effets spéciaux de la série, Darrell Pritchett, a inséré des pétards à l'intérieur du costume. Nicotero a déclaré : "Sur 'action', mon équipe d'effets de maquillage a séparé le haut du corps, et l'équipe d'effets physiques a écrasé tous les sacs. Ensuite, les gars des effets visuels sont entrés et ont ajouté ces quelques petites vrilles d'étirements et de déchirures d'intestins. " Parce que le caoutchouc constituait un grand pourcentage de la combinaison, des poids ont été ajoutés pour s'assurer qu'elle coulerait dans l'eau. Au début de l'enregistrement, environ 12 à 15 gallons de liquide ont été versés dans le puits après la chute des jambes prothétiques. Quatre prises ont été produites de cette séquence.

## Accueil

### Audiences
"Cherokee Rose" a été initialement diffusé le 6 novembre 2011 aux États-Unis sur AMC. Lors de sa diffusion, l'épisode a attiré 6,29 millions de téléspectateurs et a atteint une note de 3,4 dans la tranche démographique 18-49, selon l'échelle de Nielsen. Il est devenu le programme câblé le mieux noté de la journée, obtenant des notes nettement plus élevées que Hell on Wheels sur AMC et les Real Housewives of Atlanta sur Bravo. « Cherokee Rose » était le deuxième programme câblé le mieux noté de la semaine, devançant le téléfilm Certain Prey de John Sandford par une marge considérable, mais a obtenu des notes inférieures à celles d'un match entre les Chargers de San Diego et les Chiefs de Kansas City dans le cadre du Season NFL 2011. Le nombre total de téléspectateurs et les notes de l'épisode ont modérément augmenté par rapport à l'épisode précédent, "Save the Last One", qui a été vu par 6,095 millions de téléspectateurs et a obtenu une note de 3,1 dans la tranche démographique 18-49. Au Royaume-Uni, "Cherokee Rose" a reçu 893 000 téléspectateurs, devenant par la suite le programme câblé le mieux noté sur FX de la semaine du 13 novembre.

### Accueil critique
"Cherokee Rose" a obtenu des critiques favorables de la part des critiques de télévision. Zach Handlen de The A.V. Club a donné à l'épisode un B+ et a estimé qu'il donnait une représentation précise des personnages. Il a exprimé son avis : "J'ai eu un problème avec la tendance de la série à se promener dans des culs-de-sac au cours de la première saison, principalement parce qu'une grande partie de celle-ci semblait redondante, le travail d'écrivains qui n'avaient aucune idée réelle de la manière de construire le récit. télévision. Mais cette saison, je commence à penser qu'ils maîtrisent les choses, et "Cherokee Rose" est le genre d'épisode que j'aimerais voir plus [sic] alors que The Walking Dead continue. Paste les Josh Jackson a affirmé que l'épisode était supérieur aux tranches précédentes, le décrivant comme" De même, Josh Wigler de MTV a évalué que malgré moins de violence que d'habitude, la qualité de "Cherokee Rose" s'est améliorée par rapport à l'épisode précédent. Alan Sepinwall de HitFix afait écho à des sentiments analogues et a fait valoir que si le personnage de la série avait encore besoin de plus de développement, le développement affiché dans l'épisode était un "pas défini dans la bonne direction sur ce front". Le journaliste du Time Nate Rawlings a conclu que l'épisode contenait de nombreuses scènes puissantes. Eric Goldman de l'IGNa critiqué l'épisode, lui attribuant finalement une note de sept sur dix, ce qui signifie une «bonne» note. Goldman a estimé que "Cherokee Rose" était une déception, citant qu'il manquait de concentration ou de direction. Henry Hanks, écrivant pour CNN, a déclaré que l'épisode était le plus faible de la saison. 
Les critiques ont salué le développement de la relation entre Maggie Green et Glenn. Andrew Conrad du The Baltimore Sun a déclaré que le scénario incarnait une "romance torride", tandis qu'Aaron Rutkoff de The Wall Street Journal l'appelait "le moment le plus drôle de la série". Goldman a estimé que leur rencontre sexuelle se sentait authentique; "C'est un gars sympa, elle a l'air d'être une fille cool, et c'était sincère quand elle a remarqué qu'elle se sentait aussi très seule et prête à avoir de la compagnie. "Nick Venable de Cinema Blend a affirmé que les interactions entre Maggie et Glenn étaient le point culminant de l'épisode. "Je suis content que les scénaristes présentent ce point de l'intrigue de la bande dessinée, car cette émission a sérieusement besoin d'un couple sans placards remplis de squelettes. Lorsque Glenn attrape accidentellement une boîte de préservatifs pour que Maggie puisse la voir, j'ai ri de bon cœur. La conversation qui a suivi a également fait me souris, ce qui me fait me demander pourquoi l'humour est le moins prisé dans la série." Jackson a été surpris par la scène et l'a appelée "inattendue". Jen Chenay du Washington Post a comparé Glenn à Little Mikey de la viepublicités, et résumait: "Il a assumé ce rôle sans trop de choix en la matière, mais il l'a fait avec une certaine dignité calme, parfois pétrifiée, portant une casquette de baseball, qui le rend admirable." 
La séquence de puits d'eau a été acclamée par la critique. Darren Franich de Entertainment Weekly a décrit la scène comme "hilarante" et a ajouté : "J'ai adoré l'horrible inutilité de toute cette intrigue, et c'était une preuve de plus que le maquilleur Greg Nicotero est la vraie star de [ The Walking Dead ]. Je Je ne suis pas sûr que quoi que ce soit d'autre que la télévision puisse proposer cette saison corresponde à l'image du demi-zombie gonflé rampant sur le sol avec son intestin gorgé d'eau suspendu." Jackson, Rawlings et Pamela Mitchell du Houston Chronicle ont estimé que la séquence était l'un des moments les plus grotesques de la série. Rawlings a ajouté : "Honnêtement, c'est justement pour ça que beaucoup de gens regardent The Walking Dead ." Wigler a déclaré que c'était "très bien fait" et a noté que le marcheur était "le zombie le plus vil et le plus dégoûtant que Greg Nicotero ait jamais créé". 
La séquence finale de " Cherokee Rose " a également été bien accueillie par les critiques de télévision. Morgan Jeffrey de Digital Spy a admiré la scène et l'a décrite comme "tendue". Halden a estimé que la scène était un scénario raisonnablement solide et a estimé que c'était le plus grand événement préfigurant de l'épisode.